# سیمینگ
سیمینگ (به لاتین: Siming District) یک سکونتگاه مسکونی در جمهوری خلق چین است که در شیامن واقع شده‌است.

## خصوصیات
سیمینگ ۷۶ کیلومترمربع مساحت و ۸۶۰٬۰۰۰ نفر جمعیت دارد.